# فرنسيس كزافييه كالدويل
فرنسيس كزافييه كالدويل هو سياسي كندي، ولد في 4 مايو 1792، وتوفي في 5 يونيو 1851.